# Токітура
Токіту́ра або топіту́ра (рум. tochitură, topitură) ― страва молдовської та румунської кухонь, різновид тушкованого м'яса.  
Для приготування м'ясо ріжеться кубиками та тушкується у власному соку на слабкому вогні. Можуть також міститись різне м'ясо, органи тварин та ковбаса. Часто подається з мішаною яєшнею, мамалиґою, муретур (рум. murături, місцеві квашені овочі) та муждеєм. 
Спосіб приготування залежить від регіону: наприклад в Молдові токітуру готують зі свинини, ковбасок, реберець та бекону, а подають з вареною картоплею, мішаною яєшнею, мамалиґою та бринзою. В Олтенії додають також органи тварин, гриби, томатну пасту, гострий перець та біле вино абощо. 